# (7310) 1995 OL1
A (7310) 1995 OL1 a Naprendszer kisbolygóövében található aszteroida. Beijing Schmidt CCD Asteroid Program fedezte fel 1995. július 19-én.